# Rosanae
Rosanae, biljni nadred dvosupnica kod Roberta F. Thornea (1992) kojemu pripada 10 redova. ITIS danas priznaje 17 redova: Brassicales (krstašice), Celastrales (Gušićolike), Crossosomatales, Cucurbitales (tikvolike), Fabales (bobolike), Fagales (Bukvolike), Geraniales (iglicolike), Huerteales, Malpighiales (malpigijolike), Malvales (sljezolike), Myrtales (mirtolike), Oxalidales (ceceljolike), Picramniales, Rosales (ružolike), Sapindales (sapindolike), Vitales (lozolike), Zygophyllales.
Po Tahtadžjanu pripada mu tri reda, Rosales,  Crossosomatales i Chrysobalanales, a pripada podrazredu Rosidae.

## Redovi i porodice

### Thorneov sustav
Nadred Rosanae
- A) Red Hamamelidales:
  - Podred Trochodendrineae:
    - Porodica Trochodendraceae
      - Potporodica Trochodendroideae -  (Trochodendron)
      - Potporodica Tetracentroideae - (Tetracentron)

    - Porodica Eupteleaceae
    - Porodica Cercidiphyllaceae

  - Podred Hamamelidineae
    - Porodica Platanaceae
    - Porodica Hamamelidaceae
      - Potporodica Hamamelidoideae
      - Potporodica Rhodoleioideae -  (Rhodoleia)
      - Potporodica Exbucklandioideae - (uklj. Chunia, Disanthus, Mytilaria)
      - Potporodica Altingioideae - (Altingia, Liquidambar, Semiliquidambar)
- B) Red Casuarinales:
  - Porodica Casuarinaceae
- C) Red Balanopales:
  - Podred Buxineae
    - Porodica Buxaceae
      - Potporodica Buxiodeae -
      - Potporodica Styloceratoideae - (Styloceras)

  - Porodica Didymelaceae
  - Podred Balanopineae
    - Porodica Daphniphyllaceae
    - Porodica Balanopaceae
- D) Red Bruniales:
  -     - Porodica Roridulaceae
    - Porodica Bruniaceae
    - Porodica Geissolomataceae
    - Porodica Grubbiaceae
    - Porodica Myrothamnaceae
    - Porodica Hydrostachyaceae
- E) Red Juglandales:
  - Podred Jugandineae:
    - Porodica Rhoipteleaceae
    - Porodica Juglandaceae

  - Podred Myricineae:
    - Porodica Myricaceae
- F) Red Betulales:
  - Porodica Ticodendraceae
  - Porodica Betulaceae:
    - Potporodica Betuloideae - 2 roda 95 sp. (Alnus, Betula)
    - Potporodica Coryloideae - 4 roda 62 sp.

  - Porodica Nothofagaceae
  - Porodica Fagaceae
    - Potporodica Castanoideae - 4 roda 300 sp.
    - Potporodica Fagoideae - 5 rodova 400 sp.
- G) Red Rosales:
  - Porodica Rosaceae:
    - Potporodica Spiraeoideae - uklj. Lindleya, Lyonothamnus, Vauquelinia
    - Potporodica Quillajoideae - 2 roda 8 sp. (Kageneckia, Quillaja)
    - Potporodica Rosoideae
    - Potporodica Amygdaloideae - uklj. Exochorda
    - Potporodica Maloideae - 28 rodova 1110 sp.

  - Porodica Neuradaceae
  - Porodica Crossosomataceae
  - Porodica Anisophylleaceae
- H) Red Saxifragales:
  - Porodica Tetracarpaeaceae
  - Porodica Crassulaceae:
    - Potporodica Sedoideae - uklj. Semperviveae, Echeverieae
    - Potporodica Cotyledonoideae - uklj. Kalanchoeae
    - Potporodica Crassuloideae

  - Porodica Cephalotaceae
  - Porodica Penthoraceae
  - Porodica Saxifragaceae: 
    - Potporodica Astilboideae - (Astilbe, Astilboides, Rodgersia)
    - Potporodica Saxifragoideae - 27 rodova 510 sp.

  - Porodica Francoaceae
  - Porodica Grossulariaceae
  - Porodica Vahliaceae
  - Porodica Eremosynaceae
  - Porodica Lepuropetalaceae
  - Porodica Parnassiaceae
  - Porodica Greyiaceae
  - Porodica Diapensiaceae
- I) Red Podostemales:
  - Porodica Podostemaceae
    - Potporodica Tristichoideae - 5 rodova 10 sp.
    - Potporodica Podostemoideae - 45 rodova 130 sp.
- J) Red Cunoniales:
  - Porodica Cunoniaceae:
    - Potporodica Cunonioideae - 24 roda 350 sp.
    - Potporodica Baueroideae - 1 rod 3 sp. (Bauera)
    - Potporodica Eucryphioideae - 1 rod 6 sp. (Eucryphia)
    - Potporodica Brunellioideae - 1 rod 52 sp. (Brunellia)

  - Porodica Davidsoniaceae
  - Porodica Staphyleaceae:
    - Potporodica Staphyleoideae - 3 roda 55 sp. (Euscaphis, Staphylea, Turpinia)
    - Potporodica Tapiscioideae - 2 roda 5 sp. (Huertea, Tapiscia)

### Tahtadžjanov sustav
- Plantae
  - Rosidae
    - Nadred Rosanae
      - Red Rosales
        - Porodica Rosaceae
        - Porodica Neuradaceae

      - Red Crossosomatales
        - Porodica Crossosomataceae

      - Red Chrysobalanales
        - Porodica Chrysobalanaceae